# Пасо Векио-Корер (Тревизо)
Пасо Векио-Корер је насеље у Италији у округу Тревизо, региону Венето.
Према процени из 2011. у насељу је живело 88 становника. Насеље се налази на надморској висини од 8 м.